# Holiday for Soul Dance
Holiday for Soul Dance è un album discografico del musicista jazz statunitense Sun Ra e della sua Intergalactic Arkestra. Registrato a Chicago negli anni sessanta, non venne però pubblicato fino al 1970 quando uscì per l'etichetta El Saturn Records di proprietà dello stesso artista. Nel 1992 il disco venne ristampato dalla Evidence in formato Compact disc.

## Il disco
Nella sterminata discografia di Sun Ra, Holiday For Soul Dance viene considerato come una sorta di "opera minore" in quanto non contiene brani originali composti da Sun Ra. Il disco fa parte del terzetto di album registrati tra il 1959 e il 1961, comprendenti standard jazz, che Ra pubblicò negli anni settanta. Gli altri erano Sound Sun Pleasure!! (inciso nel 1959 e pubblicato nel 1970) e Bad and Beautiful (inciso nel 1961 e pubblicato nel 1972).

## Tracce
Lato A
1. But Not for Me (Gershwin) - 4:11
2. Day By Day (Cahn-Stordahl-Weston) - 3:40
3. Holiday for Strings (Rose-Gallo) - 4:09
4. Dorothy's Dance (Cohran) - 3:19

Lato B
1. Early Autumn (Herman-Mercer-Burns) - 4:53
2. I Loves You Porgy (Gershwin-Gershwin-Heyward) - 3:35
3. Body and Soul (Green-Heyman-Sour-Eyton) - 6:00
4. Keep Your Sunny Side Up (DeSylva-Brown) - 2:12

## Formazione
- Sun Ra - percussioni, campane, gong e pianoforte
- Phil Cohran - Cornetta
- Nate Pryor - trombone e campane
- John Gilmore - sax tenore e clarinetto, percussioni
- Marshall Allen - sax contralto, flauto, campane
- Ronnie Boykins - contrabbasso
- Jon Hardy - batteria
- Ricky Murray - voce in Early Autumn